# Gaston Chevrolet

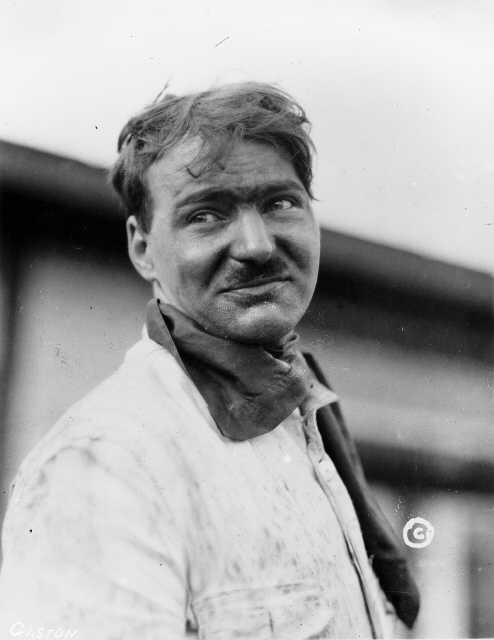
Gaston Chevrolet in 1920

Gaston Chevrolet (Beaune (Frankrijk), 26 oktober 1892 - Beverly Hills (Californië), 25 november 1920) was een Amerikaans autocoureur van Franse en Zwitserse origine. Hij won de Indianapolis 500 in 1920.
Gaston Chevrolet, geboren in Frankrijk uit Zwitserse ouders was de jongere broer van Louis en Arthur Chevrolet. De drie broers emigreerden allen naar de Verenigde Staten. Zijn oudste broer Louis was mede-oprichter van het de Chevrolet Motor Company in 1911. Gaston werkte als mecanicien en richtte in 1916 met zijn broer Louis de Frontenac Motor Corporation op, nadat deze laatste de Chevrolet Motor Company verlaten had.
Net zoals zijn twee broers werd Gaston autocoureur. Hij nam in 1919 voor de eerste keer deel aan de Indianapolis 500. Hij eindigde in een Frontenac op de tiende plaats, drie plaatsen na zijn broer Louis die zevende werd. Een jaar later won Gaston de race nadat hij vanaf de zesde startplaats was vertrokken. Zijn broer Louis viel uit met mechanische pech. Het was meteen de laatste Indy 500 die beide broers reden. Gaston kwam later dat jaar om het leven tijdens een race op de Beverly Hills Speedway.